# Поздеев, Александр Александрович
Алекса́ндр Алекса́ндрович Позде́ев (28 марта 1926, Златоуст, Уральская область — 31 августа 1986, Пермь) — советский металлург, специалист в области теории пластичности, вязкоупругости, механики полимерных и композиционных материалов. Доктор технических наук (1961), профессор (1962), член-корреспондент АН СССР с 29 декабря 1981 года по Отделению механики и процессов управления.

## Биография
В 1949 году окончил металлургический факультет Уральского политехнического института им. С. М. Кирова по специальности «инженер-металлург», работал инженером завода им. Куйбышева (Иркутск).
С 1950 года учился в аспирантуре Уральского политехнического института, затем преподавал там же: аспирант, ассистент, доцент, с 1962 года — профессор кафедры «Обработка металлов давлением» (ОМД). С 1964 года преподавал в Пермском политехническом институте: организатор и заведующий кафедрой динамики и прочности машин (1964—1980); одновременно — проректор института (1966—1968).
В 1971 году организовал и в последующем возглавлял отдел физики полимеров УНЦ АН СССР. В 1980—1986 годы — директор Института механики сплошных сред УНЦ АН СССР (1980—1986, Пермь).
Избирался депутатом Пермского городского Совета 18-го созыва, членом Пермского горкома КПСС (1980), делегатом XVI и XIX Пермской областной, XXIII и XXVIII городской конференций КПСС.
Жена — Никанорова Юлия Александровна, преподаватель русского языка и литературы.
Дочь — Горшенева Ирина Александровна. Внук — Горшенев Константин Сергеевич.

## Научная деятельность
В 1961 году защитил докторскую диссертацию. В 1981 году избран членом-корреспондентом АН СССР, был членом Национального комитета СССР по теоретической и прикладной механике АН СССР.
Специалист в области ОМД и полимерных материалов. Один из создателей нового научного направления в теории ОМД, основанного на применении вариационных принципов механики. Внес вклад в теорию, механику и технологию обработки полимерных материалов. Разработки внедрены на ряде металлургических и машиностроительных предприятий РФ. Основал Пермскую научную школу механиков.
Участвовал в работе IV Всесоюзного съезда по теоретической и прикладной механике (Киев, 1976), международной конференции по каучуку и резине (Киев, 1978), XIII международного конгресса по теоретической и прикладной механике (Москва, 1972), XII Всесоюзного симпозиума по реологии (Рига, 1982), научных сессий АН СССР.
Подготовил около 100 кандидатов и 15 докторов наук, среди которых академик РАН.
Автор более 150 печатных работ, 7 монографий (одна монография переведена в Англии).

## Память
- Именем А. А. Поздеева названа одна из улиц Перми.
- Учреждены стипендия им. А. А. Поздеева для студентов ПГТУ и научная премия им. А. А. Поздеева.

## Награды
- орден «Знак Почёта» (1970)
- юбилейная медаль «За доблестный труд. В ознаменование 100-летия со дня рождения Владимира Ильича Ленина»
- орден Трудового Красного Знамени (1971)
- Заслуженный деятель науки и техники РСФСР (1974)
- орден Октябрьской Революции (1986)
- Почётные грамоты АН СССР, Пермского политехнического института, Пермского областного совета ДСО «Спартак»[1].